# Clockwork Gray
Clockwork Gray – czwarty album amerykańskiego rapera Blaze Ya Dead Homie, wydany 21 sierpnia 2007 roku.
Na płycie po raz pierwszy pojawiło się nagranie nowej grupy Blaze'a i The R.O.C., "Zodiac Mprint".
Album dotarł na 14. miejsce "Najbardziej Niezależnych Albumów" Billboardu.

## Lista utworów
| #  | Tytuł                                             | Czas |
| -- | ------------------------------------------------- | ---- |
| 1  | "Contact from the Other Side"                     | 1:13 |
| 2  | "The Crypt Keeper"                                | 2:00 |
| 3  | "Blaze Up"                                        | 2:56 |
| 4  | "Toe Tagz 'n Body Bagz" (gość. Jamie Madrox)      | 3:08 |
| 5  | "Ill Connect" (gość. The R.O.C.)                  | 3:02 |
| 6  | "Keep it Simple" (gość. Big B i Kutt Calhoun)     | 4:11 |
| 7  | "Some of Them Thugz" (gość. Monoxide Child)       | 2:16 |
| 8  | "Egg Plantz"                                      | 3:45 |
| 9  | "Zip Codes 'n Time Zones" (gość. Violent J)       | 4:38 |
| 10 | "Inside Looking Out" (gość. Samhein Witch Killaz) | 3:28 |
| 11 | "Dead Neck" (gość. Boondox)                       | 3:18 |
| 12 | "Escape Artist"                                   | 4:45 |
| 13 | "Wishing Well" (gość. Jamie Madrox)               | 4:25 |
| 14 | "E.O.D." (gość. Zodiac Mprint)                    | 6:28 |